# Sarcophaga solitaria
Sarcophaga solitaria is een vliegensoort uit de familie van de dambordvliegen (Sarcophagidae). De wetenschappelijke naam van de soort werd voor het eerst geldig gepubliceerd in 1998 door Dalibor F. Povolný.